# Zetomimus bulanovae
Zetomimus bulanovae är en kvalsterart som först beskrevs av Kulijev 1962.  Zetomimus bulanovae ingår i släktet Zetomimus och familjen Ceratozetidae. Inga underarter finns listade i Catalogue of Life.